# Royal Republic
I Royal Republic (RR) sono un gruppo rock, originario di Malmö, in Svezia. Il loro sound è spesso associato ad altre band svedesi, come The Hives.
Hanno inciso il loro primo album nel 2009, chiamato We are the Royal, che ha riscosso un buon successo, soprattutto negli stati nordici dell'Europa. Il 22 maggio 2012 tramite il loro profilo ufficiale su Twitter hanno comunicato che il 24 agosto uscirà il loro secondo album che si chiamerà Save the Nation.
Il 18 febbraio del 2013, la band annuncia l'annullamento del "Save the Nation Tour",a causa della salute di Adam Grahn.
Questa la dichiarazione della band:
"L′intensa attività live e i brevi periodi di riposo degli ultimi due anni hanno spinto Adam in uno stato di esaurimento fisico e mentale che influisce in modo permanente sulla sua voce e sulla condizione fisica. Adam ha bisogno di completo riposo per potersi riprendere completamente. Si tratta probabilmente della decisione più difficile che abbiamo mai dovuto prendere, ma la salute di Adam viene prima di tutto".
La band riprese il tour e le attività nel maggio dello stesso anno, annunciando le future date del tour.
Nel 2014, i Royal Republic rilasciano il loro primo EP, una raccolta di canzoni in rivisitazione acustica selezionate dai loro due album precedenti.
Il 20 novembre 2015, 15 Gennaio 2016 e 19 Febbraio 2016, rilasciano rispettivamente i singoli "When I see you dance with another", "Baby" e "Uh Huh" provenienti dal nuovo album "Weekend Man", uscito il 26 Febbraio 2016.
Il 28 febbraio 2019 firmano per la Nuclear Blast. Lo stesso Adam Grahn in una intervista dice: "dopo tre "divorzi" siamo sicuri di aver trovato quella giusta! "
Il 31 maggio 2019, esce il nuovo album "Club Majesty".. L'8 marzo 2019 rilasciano il nuovo singolo, su YouTube, "Fireman & Dancer".  Il 12 aprile, rilasciano il secondo singolo del nuovo album "Boomerang", sempre disponibile su YouTube.
Il 7 giugno 2024 pubblicano l'album "Lovecop" a cui fa seguito un lungo tour tra Europa e Gran Bretagna.

## Componenti

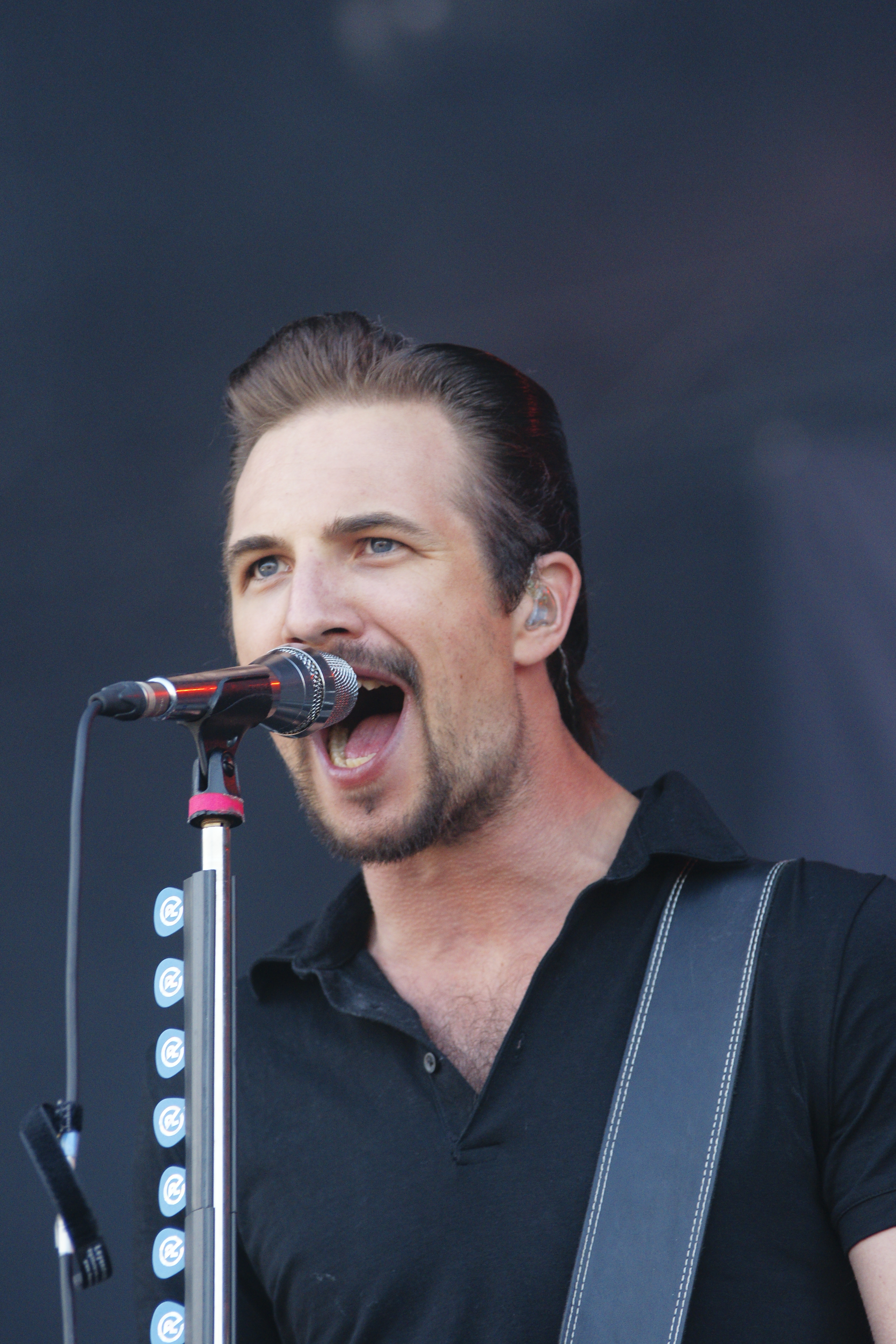
Adam Grahn voce e chitarra dei Royal Republic

- Adam Grahn - voce, chitarra
- Hannes Irengard - chitarra
- Pér Andreasson - batteria
- Jonas Almén - basso

## Discografia

### Album
- We are the Royal-   2010
- Save the Nation-   2012
- Royal Republic and the Nosebreakers (EP)-   2014
- Weekend Man-  2016
- Club Majesty- 2019
- Lovecop - 2024

### Singoli
- All Because of you (2009)
- Full Steam Spacemachine (2010)
- Tommy Gun (2010)
- Underwear (2010)
- Addictive (2012)
- Everybody want to be an Astronaut (2012)
- When I see you dance with another (2015)
- Baby (2016)
- Uh Huh (2016)
- Fireman & Dancer (2019)
- Boomerang (2019)
- Wow wow wow (2024)